# Gârdești (okręg Teleorman)
Gârdești – wieś w Rumunii, w okręgu Teleorman, w gminie Necșești. W 2011 roku liczyła 311 mieszkańców.